# Grignard (Mondkrater)
Grignard ist ein kleiner Einschlagkrater auf dem Mond in der Nähe des Mondnordpols. Er liegt auf dem südöstlichen Rand des großen Kraters Hermite.
Der Krater wurde 2009 von der IAU nach dem französischen Chemiker Victor Grignard offiziell benannt.